# 白條斯氏脂䲁
白條斯氏脂䲁（學名：Starksia leucovitta），為輻鰭魚綱䲁形目脂䲁科斯氏脂䲁屬的一個種，分布於中西大西洋納瓦薩島海域，深度0至30公尺，本魚體長，扁平，頭鈍，眼、鼻孔和頸背觸鬚不分支，背鰭硬棘與鰭條之間有缺刻，雄魚第一臀鰭棘長與鰭的其餘部分分離，變為性器官，側線連續，前段拱起，後段直，側線鱗片15枚，體紅棕色，頭部上唇有4條白色橫帶，眼後部有一條短而斜的白色橫帶，前鰓蓋骨邊緣白色，下頦有一紅色斑點，喉下有一條深色橫帶，虹膜紅色，內側有一黃色環，鰓蓋上緣至胸鰭基部有兩條褐色橫帶，中間被一黃色條淺色橫帶隔開，身體有波浪狀的紅色或褐色橫帶，一直延伸到背鰭基部，背鰭、尾鰭和臀鰭的鰭條上有紅色斑點，背鰭硬棘18-19枚、背鰭軟條8-9枚、臀鰭硬棘2枚、臀鰭軟條15-17枚，體長可達2.5公分，棲息在岩石及礫石區，生活習性不明。